# Fernanda Oliveira
Fernanda Ryff Moreira de Oliveira Horn (Porto Alegre, 19 de dezembro de 1980) é uma iatista e medalhista olímpica brasileira, dezesseis vezes campeã brasileira e pentacampeã sul-americana de vela.
Fernanda, que começou na vela ainda criança numa colônia de férias no Clube Jangadeiros em Porto Alegre, onde nasceu, é uma das mais veteranas atletas olímpicas da atualidade, com seis participações em Jogos Olímpicos na classe 470 – Sydney 2000 com Maria Krahe, Atenas 2004 com Adriana Kostiw, Pequim 2008 com Isabel Swan, e três edições, Londres 2012, Rio 2016 e Tóquio 2020, com Ana Barbachan. Com Isabel conquistou a medalha de bronze em Pequim, a primeira medalha feminina do iatismo brasileiro. A conquista veio de um longo projeto após entrar em Atenas de última hora, com um barco velho. Depois de dois anos treinando, a dupla conquistava um inédito quarto lugar no Campeonato Mundial de 470 feminino, melhor posição conseguida por brasileiras num mundial.
Ao lado de Ana Barbachan, com quem foi campeã brasileira e sul-americana em 2013, além de vencerem duas etapas da Copa do Mundo de Vela no mesmo ano,  classificou-se para os Jogos de Londres 2012, depois de derrotar a dupla formada pela ex-companheira Swan e Martine Grael na seletiva brasileira, mas neles ficou apenas em sexto lugar.
Depois de Londres, sempre em dupla com Barbachan, em 2013 venceu as etapas da Copa do Mundo de Vela de  Miami, Palma de Mallorca e Hyères, na França. No mesmo ano, foi mãe de uma filha.  Em 2015 conquistou novamente a medalha de ouro na etapa francesa de Hyères. Com essas quatro vitórias em sete etapas da Copa do Mundo no perído de dois anos, Fernanda ganhou a vaga na classe 470 para a Rio 2016, sua quinta Olimpíada. Em 2016, a dupla iniciou o ano com o título do Campeonato norte-americano em janeiro, em Miami, e ficou um 4º lugar no Mundial de 470 realizado na Argentina, em fevereiro. Em maio, mais uma medalha de prata na etapa de Hyères somou-se às duas de ouro conquistadas em 2013 e 2015,  além de um bronze no Campeonato Europeu de Vela, realizado em Palma de Mallorca, Espanha, como preparação para a Rio 2016. Nos Jogos da Rio 2016, Fernanda conquistou apenas o oitavo lugar na categoria. Em 2019, teve um filho, e no ano seguinte, se classificou para sua sexta Olimpíada, que acabaria adiada em um ano pela pandemia de COVID-19.